# Departement Chuquisaca
Chuquisaca je název bolivijského departementu. Nachází v centrálně-jižní části země, sousesedí s departementy Potosí, Cochabamba, Santa Cruz, Tarija a Paraguayí (departement Boquerón). Jeho rozloha je 51 524 km² a počet obyvatel přibližně 600 tisíc. Sestává z 10 provincií, které se dále dělí na 29 municipalit. Největším městem a správním střediskem je Sucre. 
Západní část departementu leží v horském pásmu And, které postupně přecházejí do nižších pohoří směrem k východu, kde se rozkládají nížiny Gran Chaco. Departement prochází rozvodnice mezi povodími Amazonky (řeka Río Grande) a Paraná (řeka Pilcomayo). 

## Fotogalerie

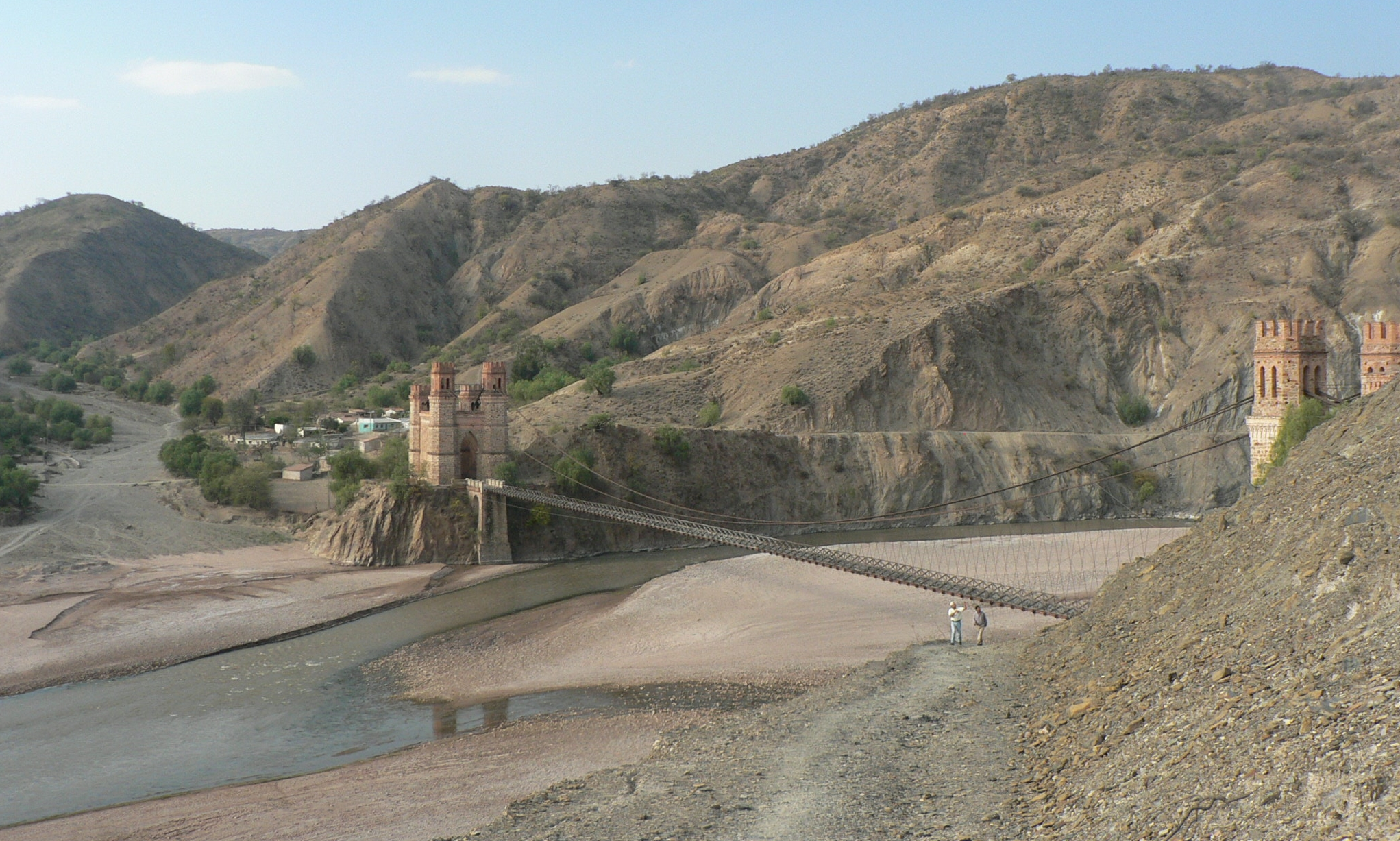
most Sucre přes Pilcomayo
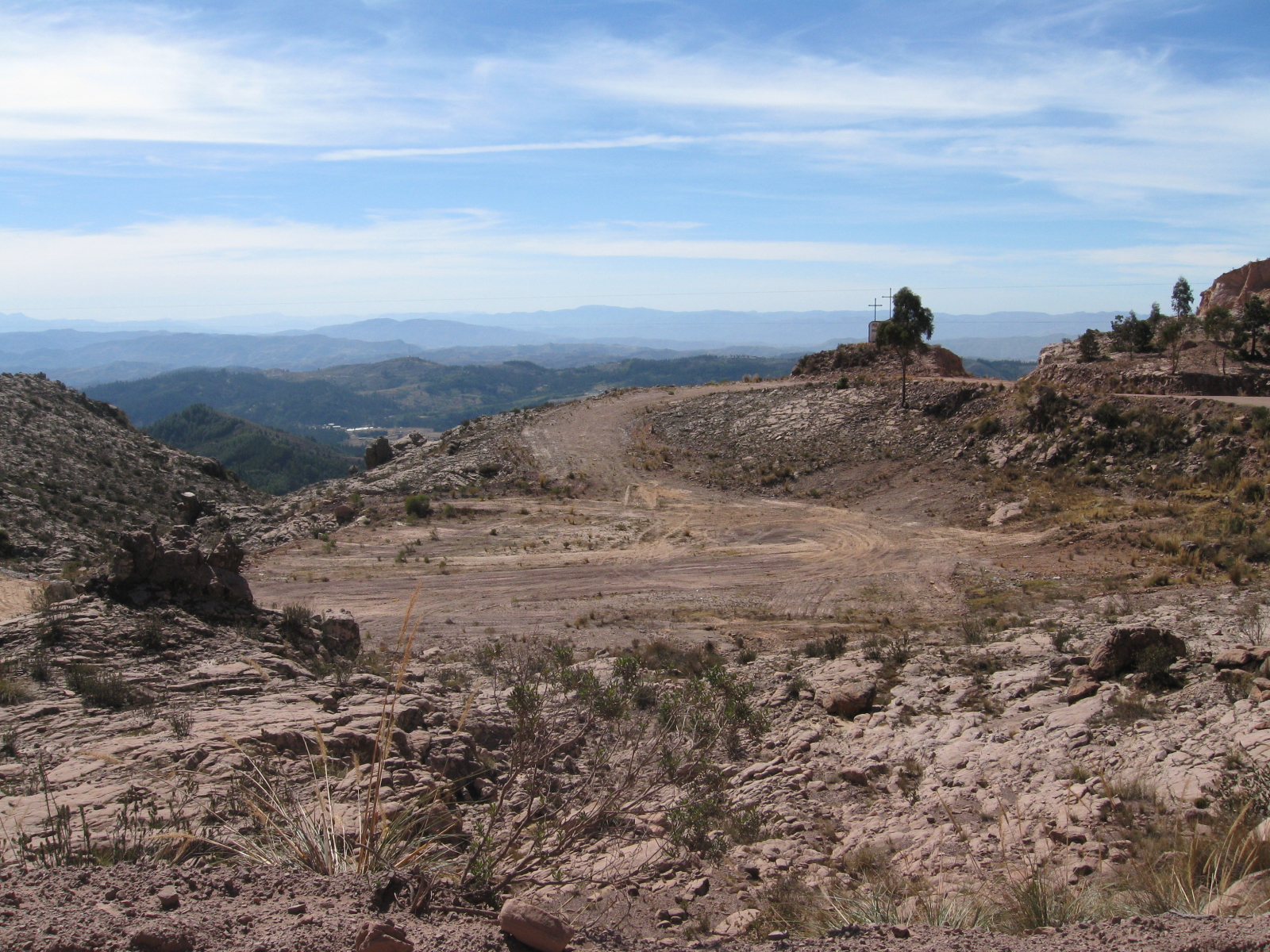
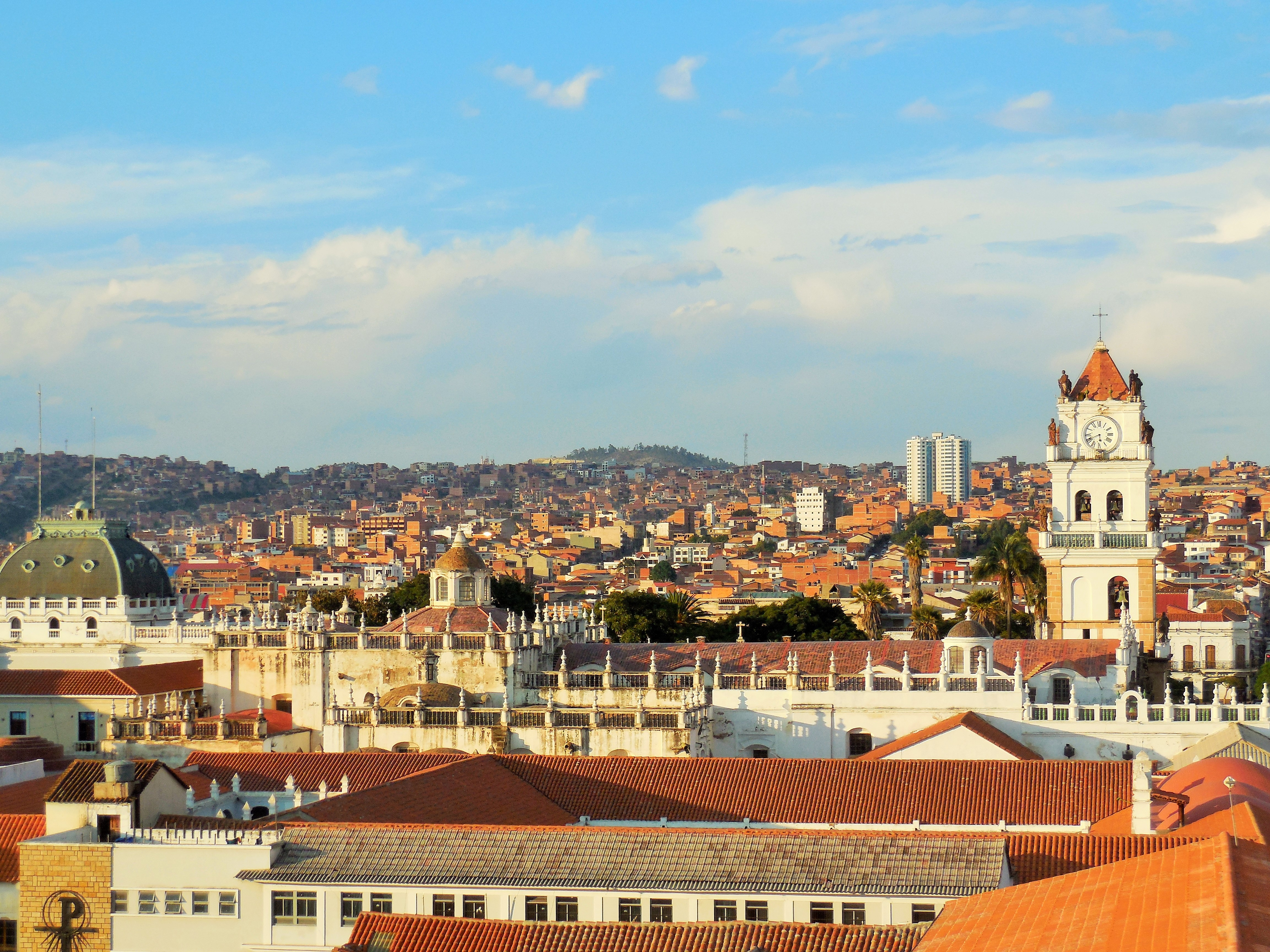
Sucre
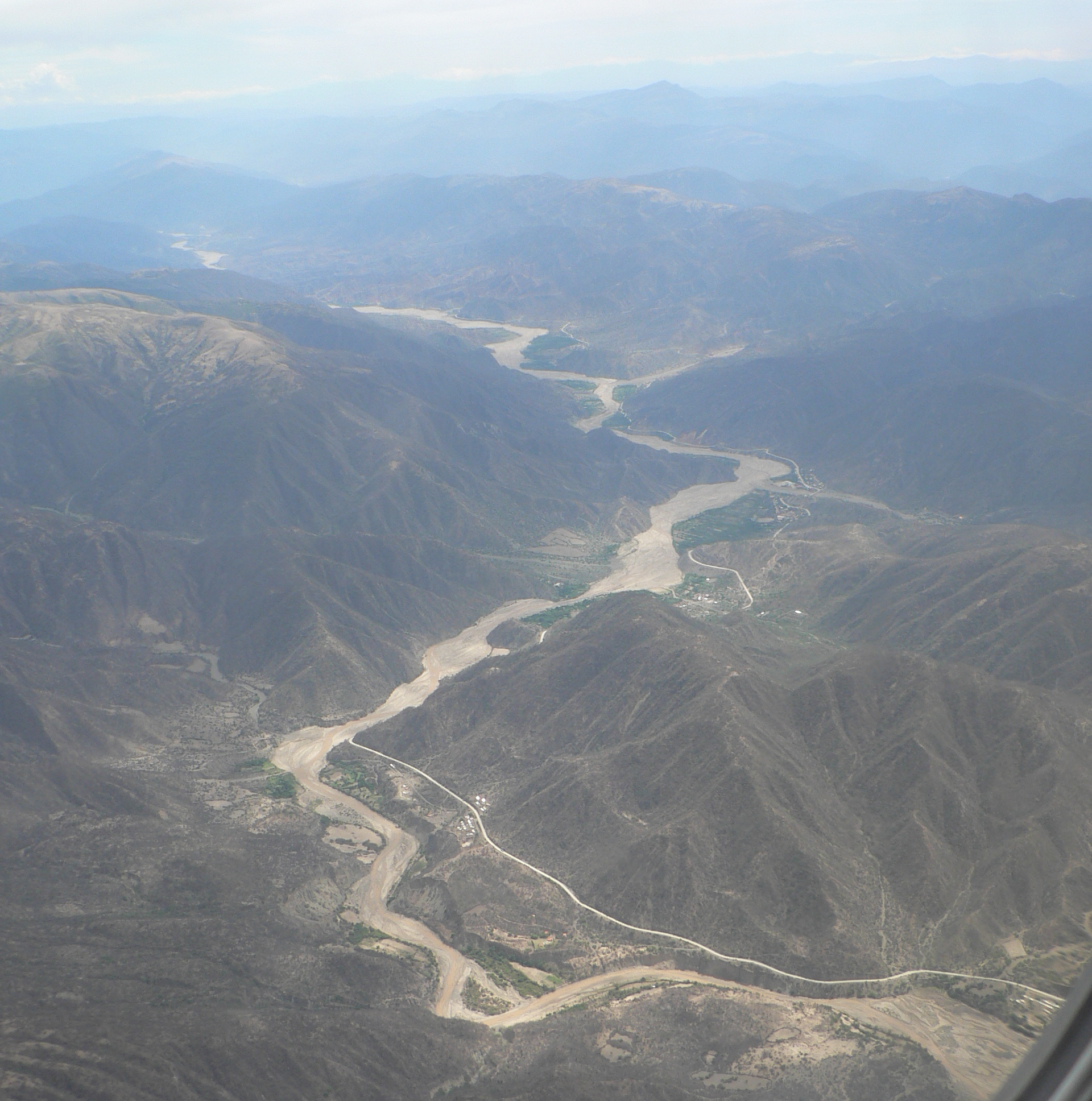